# Clément Servais
Clément Joseph Servais (* 16. Oktober 1862 in Huy, Belgien; † 9. Oktober 1935 in Brüssel) war ein belgischer Mathematiker.

## Leben
Servais studierte ab 1861 an der Universität Gent. Nach Abschluss des Studiums war er in Ypern und Brüssel als Lehrer im höheren Schuldienst tätig und kehrte 1885 nach Gent zurück, wo er 1886 promoviert wurde. 1890 wurde er außerordentlicher und 1894 ordentlicher Professor an der Universität Gent. 1932 wurde er emeritiert.
Seine Hauptarbeitsgebiete waren die Geometrie und speziell die projektive Geometrie und die Algebra. Diese Gebiete waren auch Gegenstand seiner Lehrtätigkeit an der Universität Gent.
Im Dezember 1919 wurde er zum Mitglied der Académie royale des Sciences, des Lettres et des Beaux-Arts de Belgique gewählt.
Er war eingeladener Vortragender (Invited Speaker) auf dem Internationalen Mathematikerkongress 1924 in Toronto.